# Biseksualność

Flaga dumy osób biseksualnych

Biseksualność (z łac. bi „oboje, dwa” oraz z łac. sexualis „płciowy”), także: biseksualizm – romantyczny lub seksualny pociąg, oraz zachowania seksualne wobec zarówno mężczyzn, jak i kobiet, bądź też wobec więcej niż jednej płci biologicznej lub kulturowej. Jest również definiowany jako romantyczny lub seksualny pociąg do osób każdej płci lub tożsamości płciowej; zbliżonymi określeniami są panseksualność i omniseksualność (w przypadku panseksualności nie występują preferencje odnośnie płci partnera, natomiast biseksualiści i omniseksualiści mogą je mieć).
Termin „biseksualizm” jest używany głównie w kontekście ludzkiego pociągu, w celu określenia romantycznych lub seksualnych uczuć wobec kobiet i mężczyzn, a pojęcie to jest jedną z trzech głównych kategorii orientacji seksualnej wraz z heteroseksualizmem i homoseksualizmem, z których wszystkie istnieją na kontinuum heteroseksualno-homoseksualnym. Tożsamość biseksualna nie musi być równoznaczna z jednakowym pociągiem seksualnym do obu płci; zazwyczaj osoby, które mają wyraźną, ale nie wyłączną preferencję seksualną dla jednej płci w stosunku do drugiej, również identyfikują się jako biseksualne.
Naukowcy nie znają dokładnej przyczyny orientacji seksualnej, ale przewidują, że jest ona spowodowana złożoną interakcją wpływów genetycznych, hormonalnych i środowiskowych, a także nie postrzegają jej jako wyboru. Chociaż żadna pojedyncza teoria dotycząca przyczyny orientacji seksualnej nie zyskała jeszcze powszechnego poparcia, naukowcy preferują teorie oparte na podstawach biologicznych. Istnieje znacznie więcej dowodów na poparcie pozaspołecznych, biologicznych przyczyn orientacji seksualnej niż przyczyn społecznych, zwłaszcza w przypadku mężczyzn.
Możliwe, że w przypadku biseksualizmu o wyborze partnera nie decyduje płeć biologiczna, lecz wiele cech fizycznych i psychicznych od niej niezależnych.
Biseksualizm występował w różnych ludzkich społecznościach, a także w królestwie zwierząt na przestrzeni całej zarejestrowanej historii. Jednak termin biseksualizm, podobnie jak terminy hetero- i homoseksualizm, powstał dopiero w XIX wieku.

## Definicje

### Orientacja i tożsamość seksualna oraz zachowania seksualne
Biseksualizm polega na romantycznym lub seksualnym pociągu wobec mężczyzn i kobiet. Amerykańskie Towarzystwo Psychologiczne stwierdza, że „orientacja seksualna występuje na pewnym kontinuum. Innymi słowy, ktoś nie musi być wyłącznie osobą homoseksualną lub heteroseksualną, ale może odczuwać w różnym stopniu oba rodzaje pociągu. Orientacja seksualna kształtuje się w ciągu całego życia danej osoby — różne osoby w różnych momentach życia zdają sobie sprawę, że są heteroseksualne, biseksualne lub homoseksualne”.

### Skala Kinseya
Alfred Kinsey w raportach z badań – Sexual Behavior in the Human Male (1948) i Sexual Behavior in the Human Female (1953), krytykuje podział ludzi tylko na dwie grupy homoseksualną i heteroseksualną.

## Demografia
Używanie do oznaczenia skali Kinseya ze stopniem środkowym jako wyznacznikiem biseksualizmu prowadzi do niewłaściwej interpretacji, ponieważ zawęża grupę do jednej siódmej możliwych wyników. Naukowcy do identyfikacji osób biseksualnych stosują kwestionariusze z pytaniem o orientację seksualną/tożsamość seksualną. Jeszcze innym sposobem identyfikacji jest tabela orientacji seksualnej Kleina pozwalająca wyznaczyć grupy według pociągu seksualnego, zachowania i przynależności społecznej. Osoby biseksualne często różnie opisują swoją orientację w zależności od sytuacji. Takie zachowania zadeklarowało 83% biseksualnych mężczyzn i 67% biseksualnych kobiet.
Pod względem pociągu seksualnego może być stosowanych więcej kategorii niż uznawanych orientacji seksualnych. W badaniu z 2002 roku w USA wyznaczono następujące grupy pod względem pociągu seksualnego dla kobiet w wieku 18-44 lat:
- tylko do płci przeciwnej 85,7%
- głównie do płci przeciwnej 10,2%
- równo do obu płci 1,9%
- głównie do tej samej płci 0,8%
- tylko do tej samej płci 0,7%
- nie jestem pewna 0,8%

i dla tej samej grupy wiekowej mężczyzn:
- tylko do płci przeciwnej 92,2%
- głównie do płci przeciwnej 3,9%
- równo do obu płci 1,0%
- głównie do tej samej płci 0,7%
- tylko do tej samej płci 1,5%
- nie jestem pewny 0,7%

Tożsamość seksualna wyznaczona w tym samym badaniu dla kobiet była następująca:
- heteroseksualna lub straight 90,3%
- homoseksualna 1,3%
- biseksualna 2,8%
- coś innego 3,8%
- odmowa odpowiedzi 1,8%

a dla mężczyzn:
- heteroseksualny lub straight 90,2%
- homoseksualny 2,3%
- biseksualny 1,8%
- coś innego 3,9%
- odmowa odpowiedzi 1,8%

Jakiekolwiek kontakty seksualne z płcią przeciwną deklarowało 94,1% kobiet i 93,8% mężczyzn. Zachowania seksualne z osobą tej samej płci deklarowało 11,2% kobiet i 6% mężczyzn.

## Presja społeczna i zdrowie psychiczne
Osoby biseksualne, prawdopodobnie wskutek społecznej wrogości, stygmatyzacji i dyskryminacji cechuje większe ryzyko zaburzeń psychicznych, myśli i prób samobójczych, samobójstw, nadużywania środków psychoaktywnych oraz samookaleczenia. Przyczyny tych problemów nie zostały w pełni wyjaśnione.

## Symbole

Trójkątny znak osób biseksualnych

Najbardziej znanym symbolem biseksualizmu są zachodzący na siebie różowy trójkąt jako znak osób homoseksualnych i granatowy jako znak osób heteroseksualnych tworzące fioletową część reprezentującą biseksualizm. Są jednak tacy, którym różowy trójkąt źle się kojarzy, bowiem właśnie tak oznaczano homoseksualnych mężczyzn więzionych w hitlerowskich obozach koncentracyjnych. Na analogicznej zasadzie kolorystycznej powstała także flaga dumy: dwa szerokie paski, różowy i granatowy, złączone w środku cieńszym, fioletowym.

## Występowanie u innych gatunków zwierząt
Biseksualizm występuje poza ludźmi u innych gatunków zwierząt, między innymi u bonobo, orek lub delfinów. Biseksualizm rozumiany jako posiadanie cech anatomicznych lub zachowań obu płci poza ssakami występuje także u płazińców i niekiedy u ptaków.
Niektóre zwierzęta, pomimo możliwości wyboru, czasami preferowały przedstawicieli tej samej płci (gazele, antylopy, bizony). W innych przypadkach zwierzęta decydowały się na aktywność seksualną z przedstawicielami różnych płci w różnych etapach swojego życia. Aktywność homoseksualna u tych gatunków może być też sezonowa, jak w przypadku samców morsów, które angażują się w homoseksualną aktywność seksualną poza sezonem godowym i powracają do aktywności heteroseksualnej podczas okresu godowego.